# Pierre-Radisson-Klasse

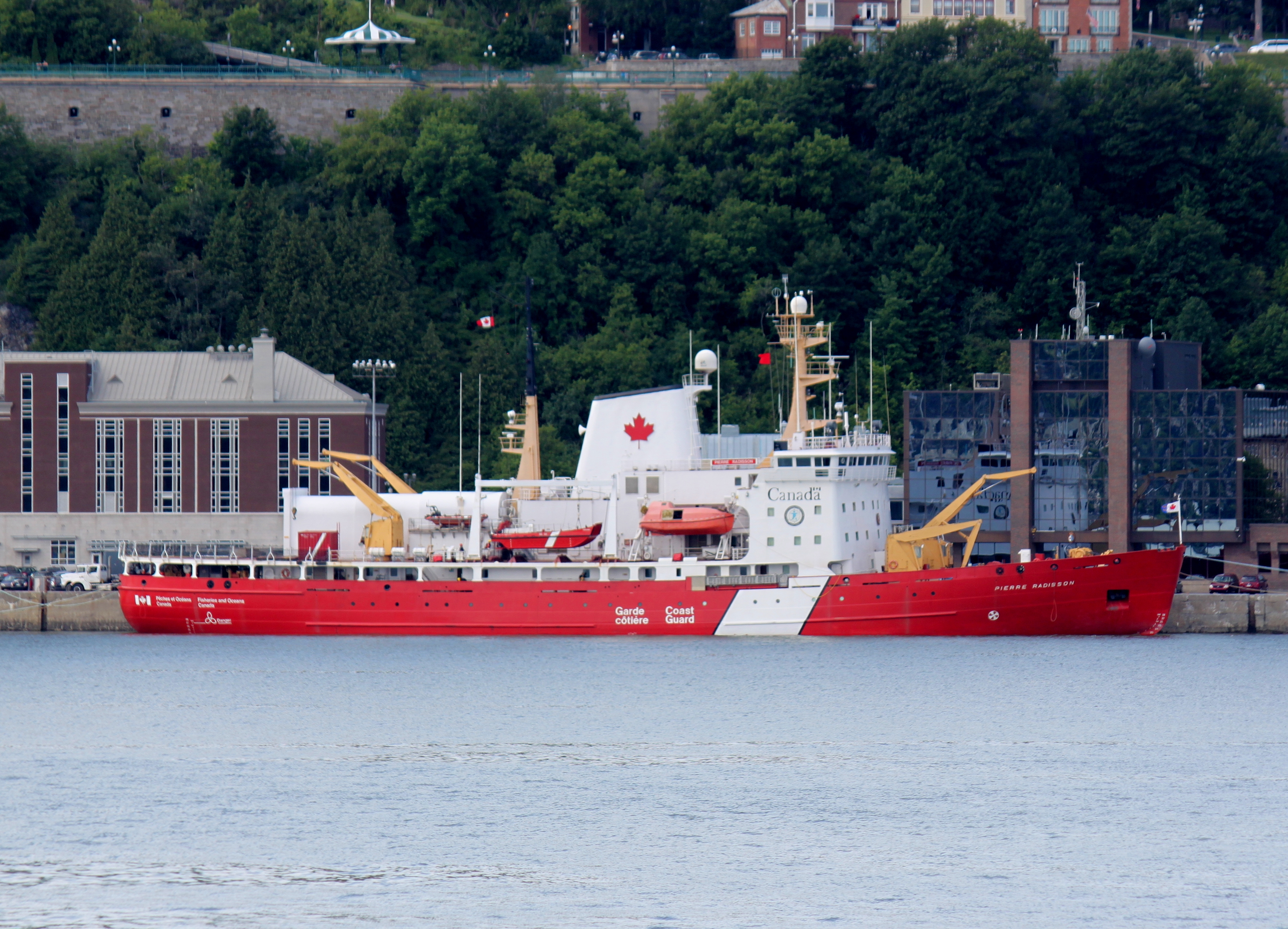
Die Pierre Radisson, das namensgebende Schiff der Klasse

Die Pierre-Radisson-Klasse ist eine Eisbrecher-Klasse der kanadischen Küstenwache. Die Klasse wird als Eisbrecher eingesetzt, um die wichtigsten Schifffahrtsstraßen eisfrei zu halten. Der Name der Klasse geht zurück auf Pierre-Esprit Radisson, einem französischen Entdecker.

## Daten und Abmessungen
Schiffe der Pierre-Radisson-Klasse orientieren sich am ersten gebauten Eisbrecher. Sie sind circa 98 Meter lang und 19 Meter breit. Das Gewicht dieser Eisbrecher beträgt circa 7.720 Tonnen, wobei der Tiefgang 7,2 Meter beträgt. Schiffe der Piere-Radisson-Klasse erreichen, ausgestattet mit einem Dieselmotor, eine Höchstgeschwindigkeit von 16 Knoten.

## Geschichte
Das erste Schiff dieser Klasse wurde 1978 von der Werft Burrard Dry Dock in Vancouver gebaut.
Die Pierre Radisson erlangte im Jahr 2015 Bekanntheit, als sie den russischen Helikopterpiloten Sergey Ananov rettete. Ananov hatte versucht, die Welt im Helikopter zu umkreisen und stürzte bei diesem Unterfangen zwischen Grönland und der kanadischen Baffininsel ab.

## Schiffe der Baureihe
Die kanadische Küstenwache hat von dieser Klasse aktuell vier Schiffe in Betrieb.
| Name             | IMO-Nr. Rufzeichen | Bauwerft                   | Indienststellung | Heimathafen | Bemerkung                        |
| ---------------- | ------------------ | -------------------------- | ---------------- | ----------- | -------------------------------- |
| Pierre Radisson  | 7510834 CGSB       | Burrard Dry Dock Co. Ltd.  | Juni 1978        | Québec      |                                  |
| Amundsen         | 7510846 CGDT       | Burrard Dry Dock Co. Ltd.  | März 1979        | Québec      |                                  |
| Des Groseilliers | 8006385 CGDX       | Port Weller Dry Docks Ltd. | Aug. 1982        | St. John’s  |                                  |
| Henry Larsen     | 8409329 CGHL       | Versatile Pacific Inc.     | Juni 1988        | St. John’s  | Nachträglich zur Klasse umgebaut |